# Mueang Kanchanaburi (huyện)
Mueang Kanchanaburi (tiếng Thái: เมืองกาญจนบุรี) là huyện thủ phủ (Amphoe Mueang) của tỉnh Kanchanaburi, miền trung Thái Lan.

## Lịch sử
Mueang Kanchanaburi đã được thay đổi tư cách thành huyện thủ phủ (Amphoe Mueang) của tỉnh Kanchanaburi năm 1913.

## Địa lý
Các huyện giáp ranh (từ phía tây theo chiều kim đồng hồ) là Tanintharyi Division of Myanmar, Sai Yok, Si Sawat, Bo Phloi, Tha Muang, Dan Makham Tia của tỉnh Kanchanaburi và Suan Phueng của tỉnh Ratchaburi.
Các nguồn nước quan trọng ở đây là Khwae Noi và Khwae Yai.

## Hành chính
Huyện này được chia thành 13 phó huyện (tambon), các đơn vị này lại được chia thành 99 làng (muban). Thị xã (thesaban mueang) Kanchanaburi nằm trên lãnh thổ tambon Ban Nuea, Ban Tai, và một số khu vực của Pak Phraek, Tha Makham, và một số khu vực khác của tambon Tha Lo của Tha Muang. Ngoài ra còn có 3 thị trấn (thesaban tambon) - Kaeng Sian, Nong Bua and Talat Ya mỗi đơn vị nằm trên một lãnh thổ của đơn vị cùng tên (tambon, và 11 Tổ chức hành chính tambon (TAO).
| Số TT | Tên         | Tên tiếng Thái | Số làng | Dân số |  |
| ----- | ----------- | -------------- | ------- | ------ |  |
| 1.    | Ban Nuea    | บ้านเหนือ        | -       | 11.851 |  |
| 2.    | Ban Tai     | บ้านใต้          | -       | 6.842  |  |
| 3.    | Pak Phraek  | ปากแพรก        | 13      | 28.688 |  |
| 4.    | Tha Makham  | ท่ามะขาม        | 5       | 12.422 |  |
| 5.    | Kaeng Sian  | แก่งเสี้ยน        | 9       | 9.154  |  |
| 6.    | Nong Bua    | หนองบัว         | 8       | 9.272  |  |
| 7.    | Lat Ya      | ลาดหญ้า         | 7       | 30.161 |  |
| 8.    | Wang Dong   | วังด้ง           | 11      | 8.023  |  |
| 9.    | Chong Sadao | ช่องสะเดา       | 7       | 3.649  |  |
| 10.   | Nong Ya     | หนองหญ้า        | 9       | 7.423  |  |
| 11.   | Ko Samrong  | เกาะสำโรง      | 8       | 7.298  |  |
| 13.   | Ban Kao     | บ้านเก่า         | 15      | 12.657 |  |
| 16.   | Wang Yen    | วังเย็น          | 7       | 6.157  |  |